# Félina

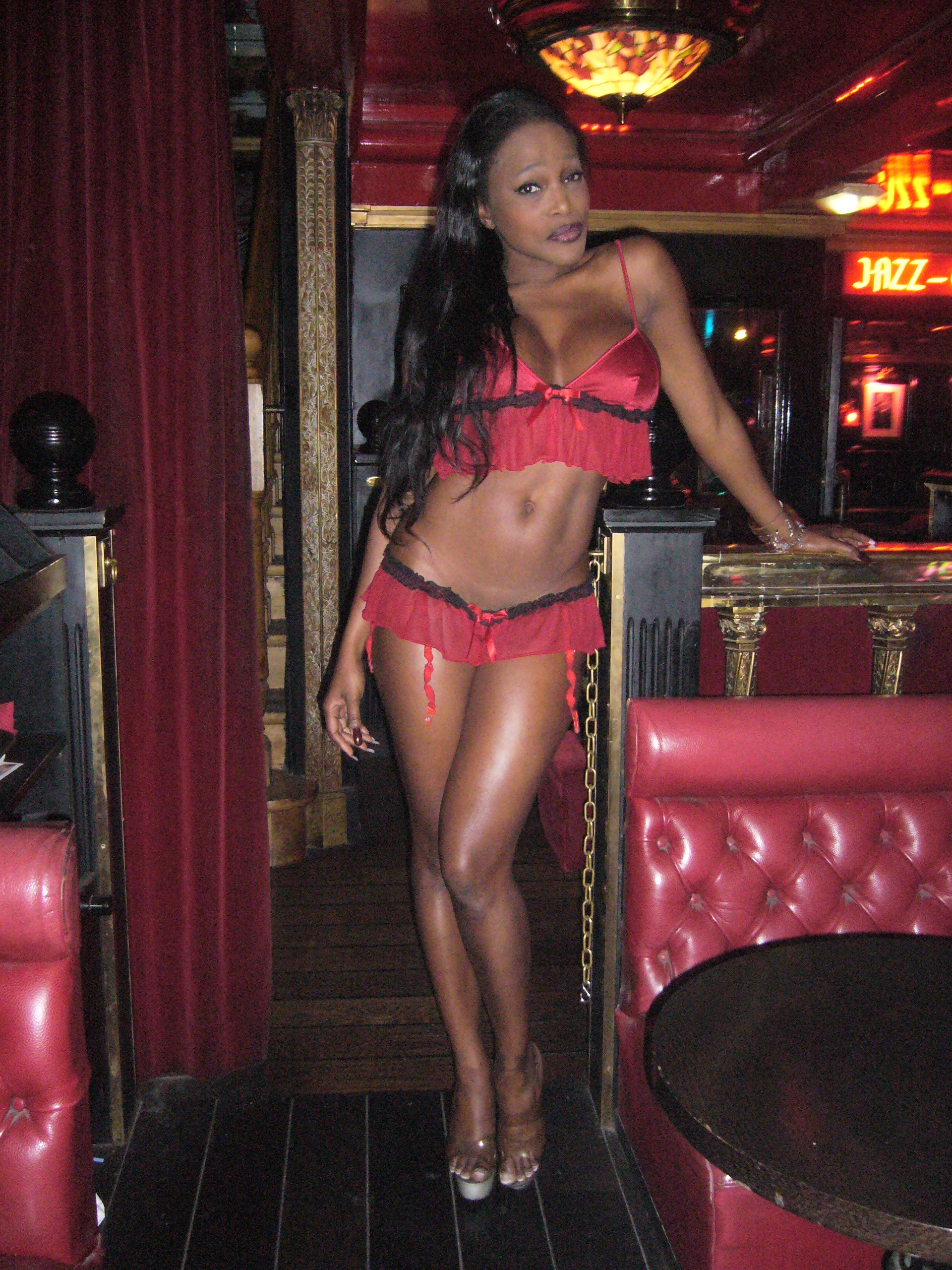
Félina (2007)

Félina (* 19. August 1969 in Guadeloupe; eigentlich Clara Creantor) ist eine französische Schauspielerin, Sängerin und Tänzerin.

## Leben und Familie
Félinas Mutter war Lehrerin und ihr Vater Gitarrist und Zollbeamter, sie wuchs mit ihrer fünf Jahre älteren Schwester auf Guadeloupe auf. Schon als kleines Kind liebte Félina es, sich mit Make-up zu schminken, vor dem Spiegel sexy Posen zu machen und zu singen. Ihre größten Inspirationen waren Diana Ross und Amii Stewart und ihr großer Traum war es, eine der Tänzerinnen und Chorsängerinnen von Marvin Gaye zu sein. Im Alter von 16 Jahren ging Félina nach Paris, um Mathematik zu studieren. Dort lernte sie mit 19 den späteren Vater ihrer Tochter Melissa kennen. Nach ihrem Abschluss arbeitete sie vier Jahre als Mathematiklehrerin an einer Privatschule und trennte sich in dieser Zeit vom Vater ihrer Tochter.

## Karriere
Sie nahm an einem Tanzwettbewerb in einer Disko teil und gewann einen hohen Geldpreis. In den folgenden Jahren trat sie vermehrt als Gogo-Tänzerin und auch als Stripperin auf, mehrere französische Musiker engagierten sie als Tänzerin auf der Bühne und in Videoclips. Darüber hinaus trat Félina auch in einem Clip von Green Day auf.

## Filmografie
- 2006 Beur blanc rouge
- 2005 Unleashed – Entfesselt
- 2001 Golden Girl
- 2001 G@mer